# 東143丁目-セント・メアリーズ・ストリート駅
東143丁目-セント・メアリーズ・ストリート駅（ひがし143ちょうめ-セント・メアリーズ・ストリートえき、英語: East 143rd Street–St. Mary's Street）はニューヨーク市地下鉄IRTペラム線の駅である。ブロンクス区モット・ヘイヴンとポート・モリスに跨がるサザン・ブールバードと東143丁目（セント・メアリーズ・ストリートとも呼ばれる）の交差点に位置し、6系統が終日停車する。

## 駅構造
| G          | 地上階                     | 出入口 |
| P ホーム階 | 相対式ホーム、右側扉が開く | 相対式ホーム、右側扉が開く                                                                                      |
| P ホーム階 | 南行緩行線                 | ← ブルックリン・ブリッジ-シティ・ホール駅行き（サイプレス・アベニュー駅）                                       |
| P ホーム階 | 混雑方向急行線             | ← 平日日中混雑方向：通過 →                                                                                      |
| P ホーム階 | 北行緩行線                 | → 平日午後：パークチェスター駅行き（東149丁目駅） → → 平日午後以外：ペラム・ベイ・パーク駅行き（東149丁目駅） → |
| P ホーム階 | 相対式ホーム、右側扉が開く | |

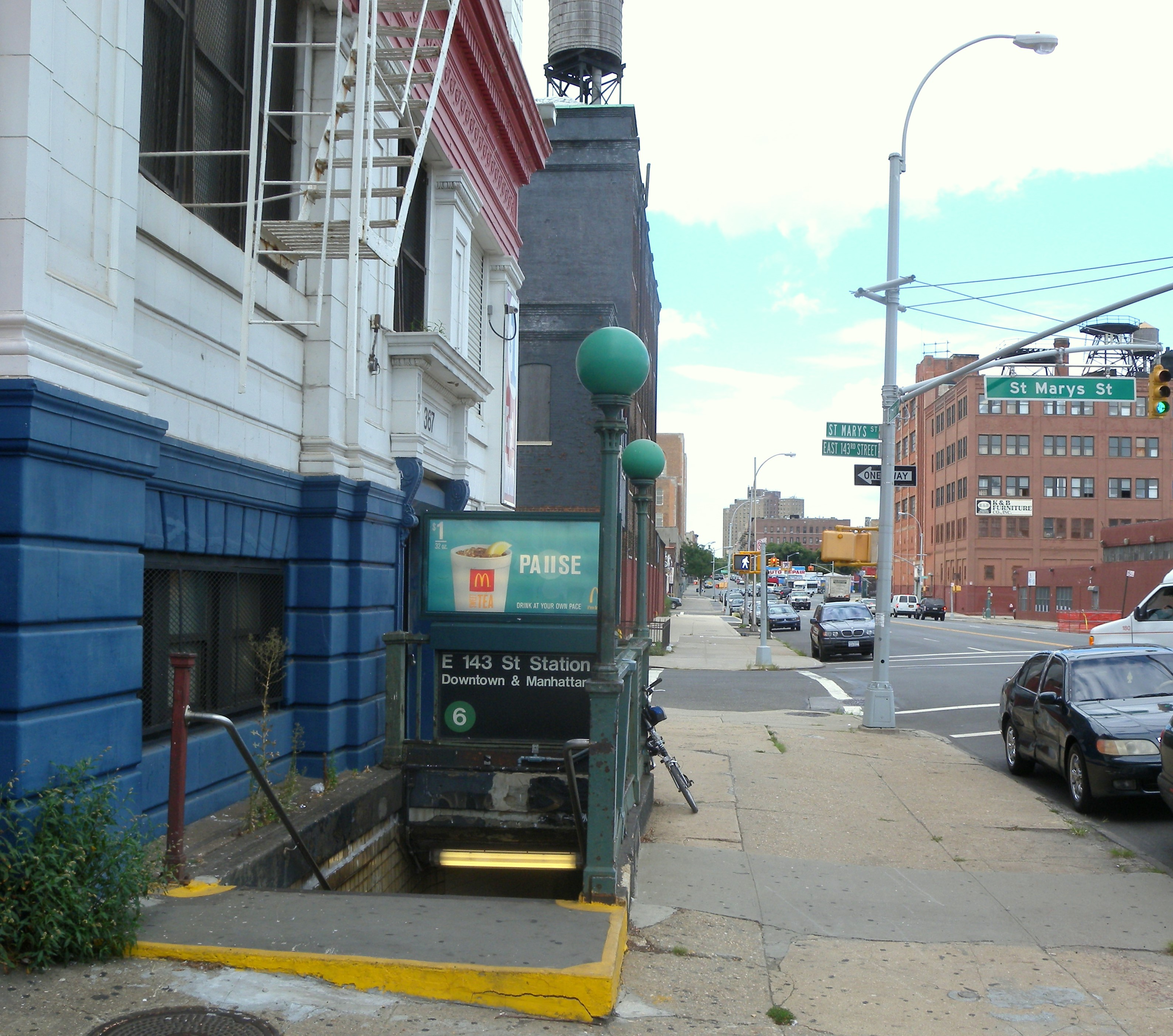
南行ホームへの階段

駅はペラム線が3番街-138丁目駅からハンツ・ポイント・アベニュー駅まで延伸開業した1919年1月7日に開業した。相対式ホーム2面と緩行線2線・急行線1線を有した2面3線の地下駅で、中央の急行線はラッシュ時に<6>系統が通過している。
駅は1960年代にホーム有効長を延長している。また、南北ホーム間は改札内で行き来することはできない。
当駅はブロンクス区内のニューヨーク市地下鉄の駅において最も乗降客数の少ない駅で、かつ元IRTの駅として最も乗降客数の少ない駅となっている。

### 出口
駅の改札口は南北ホームでそれぞれ独立しており、両ホーム西端に改札口がある。それぞれの改札口に回転式改札機ときっぷ売り場、地上への階段2つがあり北行ホーム側はサザン・ブールバードと東143丁目の交差点南東・南西に、南行ホーム側は同交差点北東・北西に接続している。